# São Martinho de Galegos
São Martinho de Galegos ist eine Gemeinde (Freguesia) im nordportugiesischen Kreis Barcelos. In ihr leben 1842 Einwohner (Stand 19. April 2021).